# Carlo Schmid-Sutter

Carlo Schmid (1992)

Carlo Schmid-Sutter (oft auch nur Carlo Schmid; * 11. März 1950 in Heiden; heimatberechtigt in Oberegg) ist ein Schweizer Politiker (CVP).

## Biografie

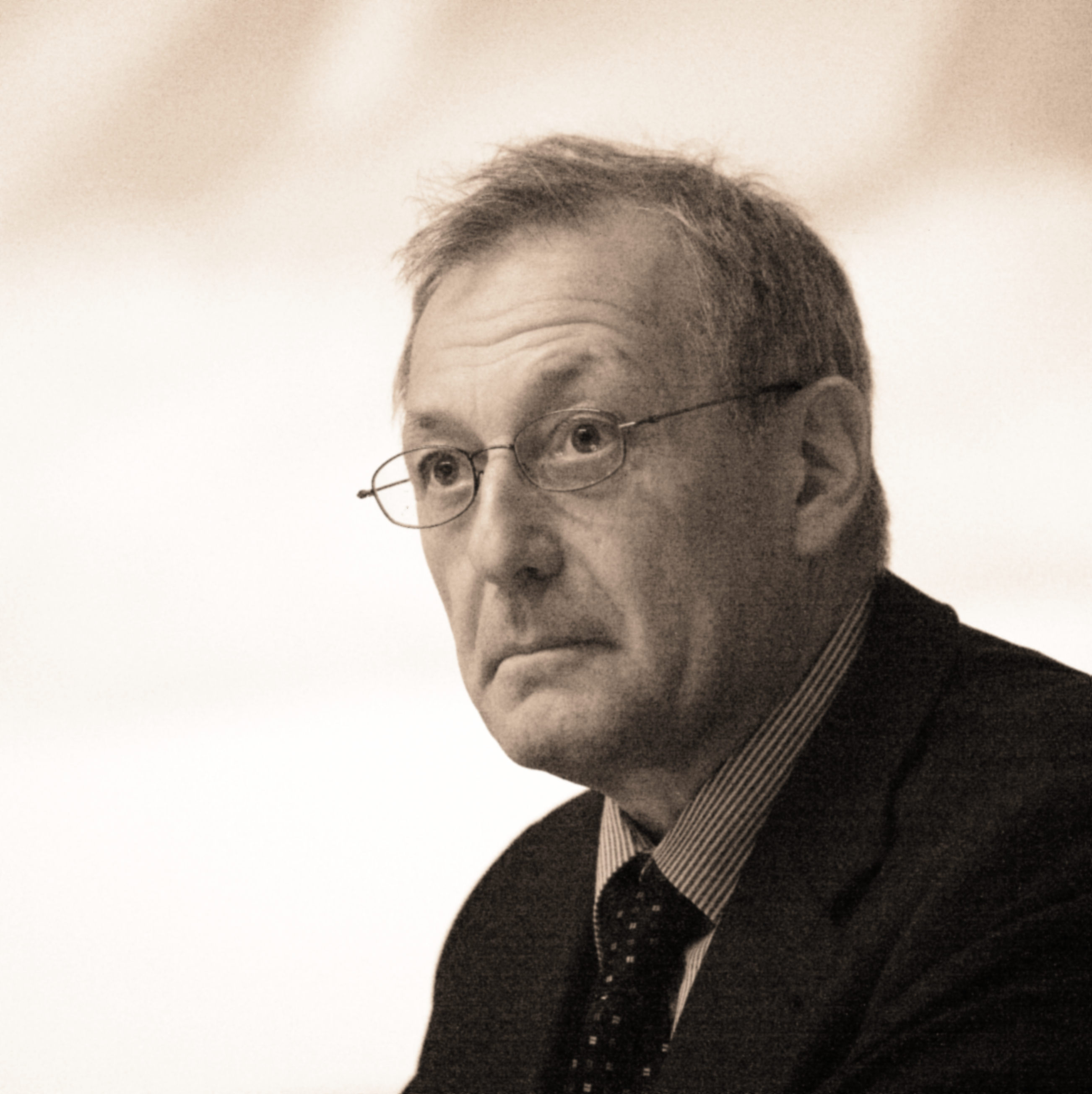
Carlo Schmid-Sutter (2008)

Carlo Schmid, lic. iur. der Universität Freiburg, war von 1979 bis 1995 Mitglied des Grossen Rates von Appenzell Innerrhoden; 1984/1986, 1988/1990 und 1992/1994 präsidierte er den Rat. Von 1984 bis 2013 war er ausserdem als Landammann in der Standeskommission von Appenzell Innerrhoden, wo er dem Erziehungsdepartement vorstand. Nachfolger als regierender Landammann wurde Daniel Fässler.
Von 1980 bis 2007 gehörte er dem Ständerat an, den er 1999/2000 auch präsidierte. Von 1992 bis 1994 war er Präsident der CVP Schweiz.
Nach seinem Rücktritt aus dem Ständerat übernahm er verschiedene Mandate und präsidierte zwölf Jahre lang bis Ende 2019 die Eidgenössische Elektrizitätskommission (ElCom). Auf ihn folgte Werner Luginbühl.